# イラク国立博物館
イラク国立博物館（イラクこくりつはくぶつかん、アラビア語: المتحف الوطني العراقي）は、イラクバグダード県バグダードに位置する博物館である。
5,000年以上の歴史を持つ遺物、メソポタミア文明の遺物などの世界でも屈指の考古学コレクションが、28のギャラリーに展示されていたが、2003年のイラク戦争の騒乱に乗じて約1万5000点の像などが密売目的で略奪された。その後、イラク国内外で発見された約6000点が返還されているが、約7000点は今も行方不明である。

## 年表
- 1926年6月14日、イギリスの旅行家・作家 ガートルード・ベル により、バグダッド考古学博物館（Baghdad Archaeological Museum）として設立
- 1991年、湾岸戦争時、アメリカ軍空爆の為に閉館。
- 2000年4月28日、前イラク大統領サッダーム・フセインの誕生日に再開。
- 2003年4月、イラク戦争で略奪の被害にあう。
- 2009年2月23日、再開。